# 알리 (가수)
알리(Ali, 본명: 조용진, 1984년 11월 20일 ~ )는 대한민국의 가수이다.

## 학력
- 서울일원초등학교 (졸업)
- 숙명여자중학교 (졸업)
- 경기여자고등학교 (졸업)
- 단국대학교 생활음악학과 (졸업)
- 상명대학교 문화예술대학원 뮤직테크놀로지학과 (석사)
- 단국대학교 문화예술대학원 문화예술제작.경영 (석사)

## 생애
알리(조용진)는 1984년 11월 20일 대한민국 서울특별시 강남구 일원동에서 경제신문사 디지털타임스의 발행인 조명식씨의 1남 2녀 중 장녀로 태어났다. 대학에 음악 전공으로 진학하여 재즈밴드의 보컬리스트로 활동하다 브라운 아이드 소울의 성훈의 소개로 리쌍을 만나 본격적으로 가요계에 입문했다. 2018년 4월 1일 '남북평화 협력기원 남측예술단 평양공연' 때 북한 평양에 가서 노래를 불렀다.

## 음반 목록

### 정규 음반
- Soul-Ri: 영혼이 있는 마을 (2011년)
- The Message Part 2 (2015년)

### EP
- After The Love Has Gone (2009년)
- 지우개 (2013년)
- Turning Point (2014년)
- White Hole (2015년)
- "Expand" (2017년)
- "나그네의 양식" (2020년 7월)
- "청춘기" (2021년 12월)

### 싱글
- 365일 (2009년)
- Hey 미스터 (2010년)
- 전설속의 누군가처럼 (2010년)
- 별 짓 다해봤는데 (2011년)
- 밥그릇 (2011년)
- 뭐 이런게 다 있어 (2011년)
- 내가 고백을 하면 깜짝 놀랄거야 (2011년)
- 이기적이야 (2013년)
- 지우개 (2013년)
- 비 내리는 고모령 (2013년)
- 그땐 그랬지 (with 씨클라운) (2013년)
- I Love You (with 임재범) (2013년)
- 나 때문에 (2014년)
- 자꾸 눈물이 납니다 (2014년)
- What Is LUV (2014년)
- 여자가 먼저 (2014년)
- 노래는 거짓말을 못해요 (2014년)
- 펑펑 (2014년)
- 아무일 없었다는 듯 (with 휘성) (2014년)
- 잘가요 Mr.Kim (2015년)
- Shining Is Blue (2015년)
- 츈리 특선 `Say Say Say` (with 츈리(이준화)) (2015년)
- 품 (POOM) (with 호란) (2016년)
- 또 생각이 나서 (또 생각이 나서) (2016년)
- 너만 (너만) (2018년)
- 너였나 봐 (너였나 봐)(2018년)
- 사랑은 아직도 끝나지 않았네 (2019년)
- 상록수 (2020년 4월)
- 낮과 밤 (2020년 11월)
- 그날 밤 우리 (2021년 7월)
- 네잎클로버 (2022년 8월)
- ESPRESSO MARTINI (2023년 11월)

### OST
- 옥탑방 왕세자 OST Part 1 - 상처 (2012년)
- 신의 OST Part 1 - Carry On (2012년)
- 황금의 제국 OST Part 2 - In My Dream (2013년)
- 황금 무지개 OST - 서약 (2014년)
- 조선 총잡이 OST Part 2 - 돌 틈 꽃 (2014년 7월 9일)
- 앵그리맘 OST 1교시 - 사랑한다 미안해 (2015년 3월 25일)
- 프로듀사 OST - 우리 둘 (2015년 5월 23일)
- 하나뿐인 내편 OST Part 11 - 하루만 내게 줘 (2018년)
- 킬잇 OST Pasrt 6 - Just Say (2019년 4월)
- 오! 삼광빌라! OST Pasrt 18 - 내 모든걸 다 줄게 (2021년 2월)

## 음반 외 활동

### TV 프로그램
- 2009년 SBS 《김정은의 초콜릿》 75회, 89회 출연
- 2014년 ~ 2015년 KBS2 《불후의 명곡》
- 2016년 MBC 《미스터리 음악쇼 복면가왕》 (제40~42대 가왕) 주문하시겠습니까 팝콘 소녀
- 2017년 JTBC 《김제동의 톡투유 - 걱정 말아요! 그대》
- 2022년 TV조선 《아바드림》 - 마리앙
- 2023년 MBC every1• 라이프타임 채널 《나는 지금 화가 나 있어》

### 라디오 프로그램
- 2020년 ~ 2022년 KBS 해피FM 《두근두근 음악엔》 DJ : 2020년 12월 14일 ~ 2022년 6월 19일

### 영화
- 2023년 《빈틈 없는 사이》 - 심사위원 4 역 (특별출연)

### 뮤지컬
- 《투란도트》
- 《레베카》 - 댄버스 부인 역
- 《킬러파티》 - 윤채아 역
- 《프리다》 - 프리다 칼로 역

## 수상
- 2012년 제2회 홍콩 아시안 팝 뮤직 페스티벌 대상
- 2012년 제2회 홍콩 아시안 팝 뮤직 페스티벌 베스트 보컬 퍼포먼스상